# Hansjörg Thurn
Hansjörg Thurn (* 25. Januar 1960 in Hagen) ist ein deutscher Regisseur und Drehbuchautor.

## Leben
Nach einem Filmstudium an der Fachhochschule Dortmund inszenierte Thurn Dokumentationen für den WDR. Ab Mitte der 1990er war er auch als Drehbuchautor tätig, u. a. für die Filmreihe Schimanski. Im Jahr 1997 gab er mit der deutsch-britischen Kinoproduktion Die Harfenspielerin sein Debüt als Filmregisseur. Seither ist er vor allem an Fernsehproduktionen als Regisseur und Drehbuchautor tätig. Thurn arbeitet sich an den verschiedensten Genres ab. Thurn ist Mitglied im Bundesverband Regie.
Thurn ist verheiratet.

## Filmografie (Auswahl)

### Drehbuch
- 1996: Die Putzfraueninsel
- 1997: Die Harfenspielerin
- 1997: Schimanski: Blutsbrüder
- 1999: Schimanski: Sehnsucht
- 2000: Marmor, Stein & Eisen
- 2001: Schimanski: Kinder der Hölle
- 2001: Check-in to Desaster
- 2005: Schimanski: Sünde
- 2003: Seventeen – Mädchen sind die besseren Jungs
- 2004: 18 – Allein unter Mädchen (Fernsehserie)
- 2018: Zersetzt – Ein Fall für Dr. Abel
- 2019: Zerschunden – Ein Fall für Dr. Abel
- 2019: Zerbrochen – Ein Fall für Dr. Abel
- 2022: Theresa Wolff – Waidwund
- 2023: Theresa Wolff – Der schönste Tag
- 2023: Theresa Wolff – Dreck!
- 2024: Theresa Wolff – Lost

### Regie
- 1997: Die Harfenspielerin[1]
- 2000: Marmor, Stein & Eisen
- 2003: Seventeen – Mädchen sind die besseren Jungs
- 2004: 18 – Allein unter Mädchen (Fernsehserie)
- 2005: Mädchen über Bord
- 2007: Die Schatzinsel
- 2009: Barfuß bis zum Hals
- 2010: Die Wanderhure
- 2011: Isenhart – Die Jagd nach dem Seelenfänger
- 2011: Beate Uhse – Das Recht auf Liebe
- 2012: Die Rache der Wanderhure
- 2012: Unter Frauen
- 2013: Helden – Wenn dein Land dich braucht
- 2013: Die verbotene Frau
- 2014: Zwischen den Zeiten
- 2015: Schwägereltern
- 2016: Wilsberg  – Mord und Beton
- 2016: Einfach Rosa – Verliebt, verlobt, verboten
- 2017: Die Ketzerbraut (Fernsehfilm)
- 2017: Wilsberg – Die fünfte Gewalt
- 2018: Zersetzt – Ein Fall für Dr. Abel
- 2019: Zerschunden – Ein Fall für Dr. Abel
- 2019: Zerbrochen – Ein Fall für Dr. Abel
- 2020: Wilsberg – Alles Lüge
- 2021: Wilsberg – Unser tägliches Brot
- 2021: Wir bleiben Freunde
- 2023: Theresa Wolff – Dreck!
- 2024: Theresa Wolff – Lost

## Romane
- Earth – die Verschwörung, Piper, München 2019, ISBN 978-3-492-06138-4
- Earth – der Widerstand, Piper, München 2019, ISBN 978-3-492-06139-1
- Earth – Rebellenzeit, Piper, München 2020, ISBN 978-3-492-50356-3